# Kiskunság Nationalpark
Kiskunság Nationalpark (ungarsk: Kiskunsági Nemzeti Park) er en nationalpark beliggende i Donau-Tisza Interfluve hovedsageligt i Bács-Kiskun provensen i Ungarn. Det blev oprettet i 1975 og erklæret et biosfærereservat af UNESCO. Parken dækker et område på 570 km 2 og strækker sig på tværs af regionen Lille Cumania (Kiskunság) på den store ungarske slette.

## Seværdigheder
Nationalparken er ikke et samlet territorium, men består af syv usammenhængende enheder, spredt over hele området.
En af disse er Kiskunságs Puszta, hvor der afholdes årlige begivenheder, der genopliver det gamle landlige liv omkring kvægavl.
En anden er Kolon-søen nær byen Izsák. Den er berømt for sine sumpskildpadder, hejrer, vidder af uberørt siv og ni arter af orkideer, der vokser i nærheden. Et interessant naturfænomen er klitterne i nærheden af Fülöpháza. De siges at bevæge sig under gunstige vindforhold. Kolon-søen blev 30. april 1997 udpeget til Ramsarområde.

## Geografi
De alkaliske søer i Lille Cumania findes nær Fülöpszállás og Szabadszállás. Deres unikke flora og fauna er af særlig værdi. Klyder, gæs og stylteløbere yngler i området. Søerne udgør et midlertidigt hjem for titusindvis af trækfugle. Dette ornitologiske paradis er også et UNESCO- biosfærereservat. Søen Szelid nær Kalocsa, Vadkert-søen ved Soltvadkert, søerne Kunfehér og Sós ved Kiskunhalas er ideelle steder at bade og campere.
Der er mange turiststier, studiestier og udkigssteder i nationalparken; alt sammen bidrager til en unik oplevelse af Kiskunság. Det vigtigste besøgscenter i Kiskunság National Park, kaldet 'Naturens Hus', ligger i Kecskemét.

## Galleri
- Stylteløber
- Ellekrage
- Glatsnog (Coronella austriaca)
- Bukkeblad
- Frilandsmuseum i Ópusztaszer
- Havørn
- Stortrappe